# ابراهیم شناسی
ابراهیم شِناسی (در فارسی ابراهیم شیناسی هم نوشته شده) (به ترکی استانبولی: İbrahim Şinasi) (۵ اوت ۱۸۲۶ – ۱۳ سپتامبر ۱۸۷۱) از نویسندگان شناخته شده عثمانی است که روزنامه‌نگار و مترجم نیز بود. او یکی از نویسندگان اصلی دوره تنظیمات (نهضت نوگرایی در جامعه و ادبیات در سده ۱۹ عثمانی) بود.
شناسی را به عنوان یکی از پیشگامان ادبی ترکیه می‌شناسند زیرا هم نخستین مجموعه تمثیلات و اصطلاحات ترکی را گردآوری کرد و هم نخستین نمایشنامه را به زبان ترکی عثمانی نوشت. او پیش از فوت بر روی یک فرهنگ لغات ترکی عثمانی کار می‌کرد که موفق به اتمام آن نشد.
نخستین نمایشنامه ترکی عثمانی که ابراهیم شناسی آن را نوشته «ازدواج شاعر» نام دارد که مهدی مدیرواقفی آن را به فارسی ترجمه کرده‌است.

## پیشینه
ابراهیم شناسی کار خود را به عنوان یکی از افسران در ادارات دولت عثمانی آغاز کرد و در آنجا زبان‌های عربی، فارسی، و فرانسه را آموخت. او از سال ۱۸۴۹ تا ۱۸۵۳ تحت مدیریت مصطفی رشید پاشا در پاریس تحصیل کرد و در آنجا با ادبیات فرانسه و روشن‌فکران آن کشور آشنا شد و به عضویت انجمن آسیایی درآمد.
در زمان اقامت در پاریس، او چندین اثر را از فرانسوی به ترکی عثمانی ترجمه کرد.
ابراهیم شناسی از سال ۱۸۶۰ یکی از سردبیران روزنامه «ترجمان احوال» شد و پس از آن روزنامه خود را به نام «تصویر افکار» تأسیس کرد که نخستین روزنامهٔ دارای تأثیر و نفوذ واقعی در افکار عمومی امپراتوری عثمانی دانسته شده‌است.
وی در سال ۱۸۶۵ به‌طور موقت به گروه «ترکان جوان» پیوست و ناچار شد در پاریس در تبعید به‌سر ببرد. شناسی مدتی مدیریت روزنامه «تصویر افکار» را به کارمند خود نامق کمال سپرد. ابراهیم شناسی تنها کمی پیش از درگذشتش به استانبول بازگشت.
به گفته فراماسون‌ها، ابراهیم شناسی اطلاعاتی را برای لژ اعظم فراماسونری ارسال می‌داشت.

## آثار
- ترجمه منظومه (‎Tercüme-i Manzume)‏ (۱۸۵۹)، ترجمه اشعار از شاعران فرانسوی چون لافونتن، لامارتین، و ژیلبرت.
- ازدواج شاعر (‎Şairin evlenmesi)‏ (۱۸۵۹، نمایشنامه)
- ضروب امثال عثمانیه (Durub-i Emsal-i Osmaniye)‏ (۱۸۶۳، ضرب‌المثل‌ها)
- منتخبات اشعار (‎Müntahabat-i eş'ar)‏ (۱۸۶۳)